# Wopke Hoekstra

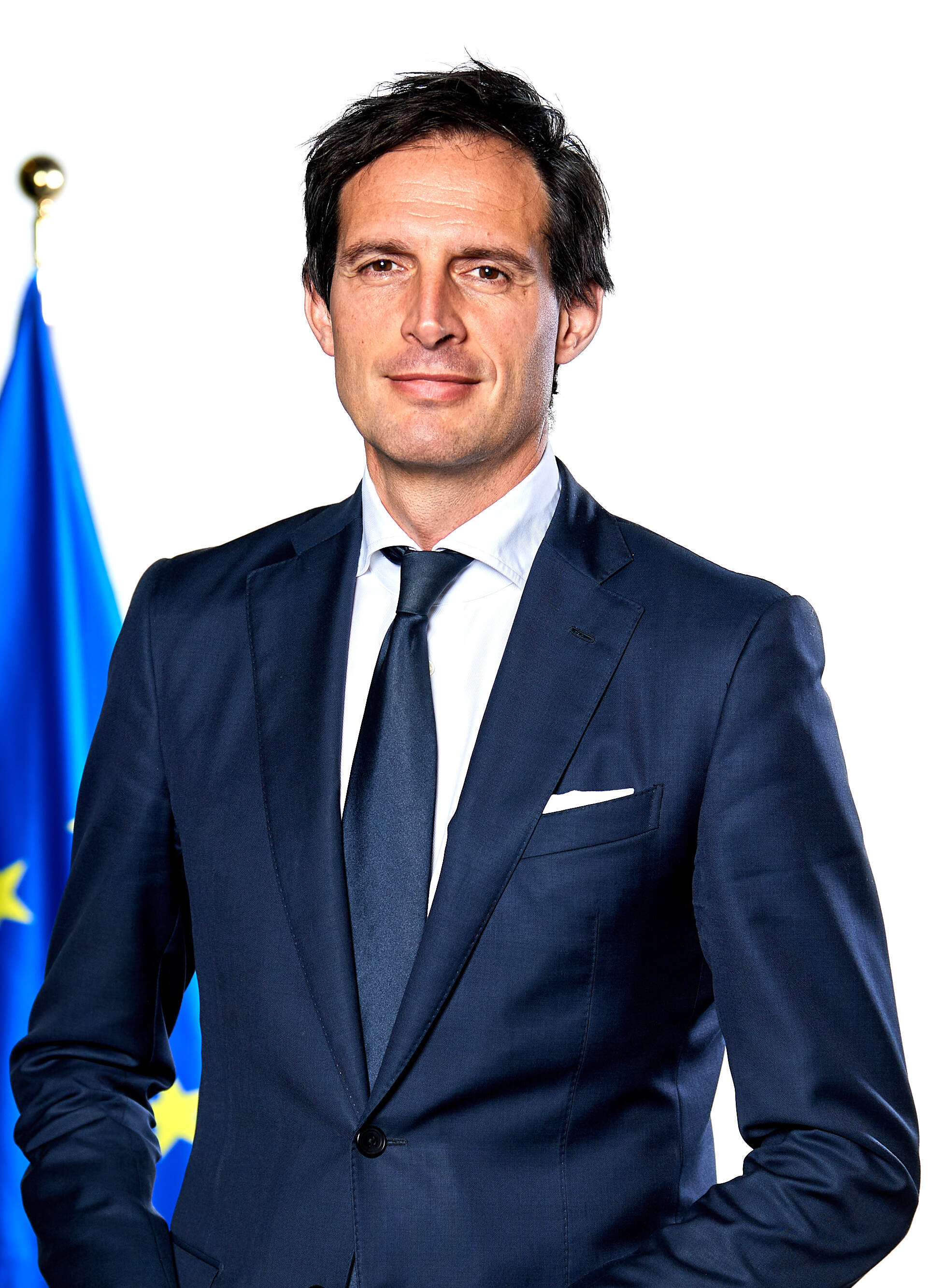
Wopke Hoekstra (2024)

Wopke Bastiaan Hoekstra (* 30. September 1975 in Ede-Bennekom, Niederlande) ist ein niederländischer Politiker (CDA). Er ist seit Oktober 2023 EU-Kommissar für Klimaschutz. Zuvor war er von 2017 bis 2022 Finanzminister und von Januar 2022 bis September 2023 Außenminister der Niederlande sowie von 2020 bis 2023 politischer Leiter der Partei CDA.

## Laufbahn
Nach seinem Jurastudium an der Universität Leiden, das er 2001 abschloss, war Hoekstra zunächst in kaufmännischen Funktionen bei Royal Dutch Shell in Berlin, Hamburg und Rotterdam tätig. Im Jahr 2006, nach Abschluss eines MBA-Studiums am Insead in Fontainebleau und Singapur, arbeitete er bei McKinsey & Company. Von 2011 bis 2017 kombinierte er seine Arbeit bei McKinsey mit einem Mandat im niederländischen Senat.
Sieben Monate nach der Parlamentswahl in den Niederlanden 2017 formierte sich eine Koalition aus der liberal-konservativen VVD, dem christdemokratischen CDA, der linksliberalen D66 und der christdemokratischen ChristenUnie. Mark Rutte (VVD) bildete das Kabinett Rutte III und berief Hoekstra am 26. Oktober 2017 zum Finanzminister. Zusätzlich übernahm er im Dezember 2020 die Rolle des politischen Leiters des CDA. Am 10. Januar 2022 wurde Hoekstra Außenminister im Kabinett Rutte IV. Zudem war er Zweiter Stellvertreter des Ministerpräsidenten (Vizepremier).

## Als Finanzminister

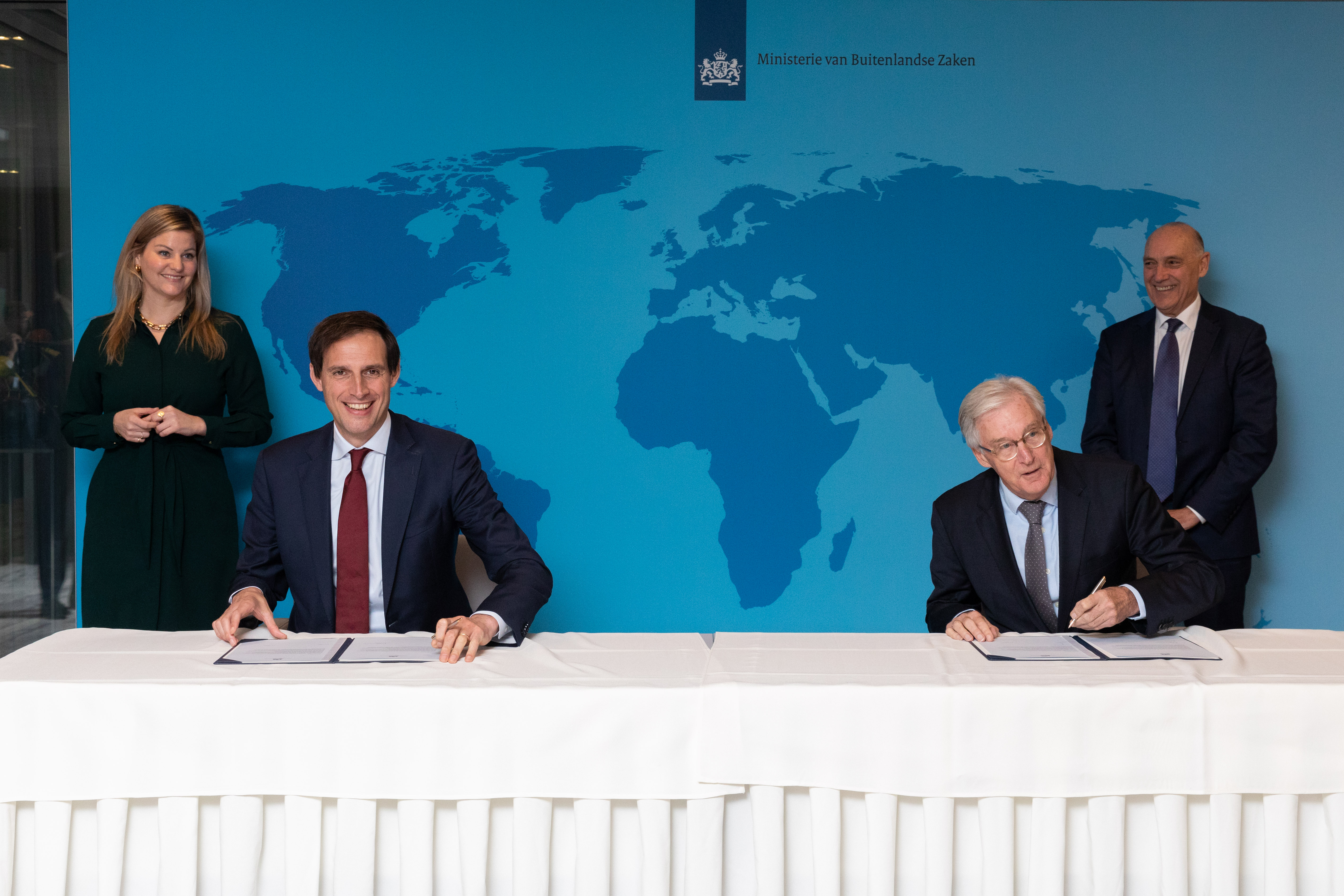
Hoekstra übernimmt das Außenministerium von seinem Vorgänger und Parteikollegen Ben Knapen (2022)

Am 26. Februar 2019 gab Hoekstra bekannt, dass der niederländische Staat in den vergangenen Monaten unter strenger Geheimhaltung zusätzliche Air-France-KLM-Aktien gekauft hatte. Dafür wurden 750 Millionen Euro ausgegeben. Ziel war es, ein Aktienpaket aufzubauen, das dem des französischen Staates entspricht. Man wolle im niederländischen öffentlichen Interesse mehr Einfluss auf zukünftige Entwicklungen des Unternehmens nehmen. Hoekstra wurde später dafür kritisiert, dass er die Tweede Kamer unter Verstoß gegen das Haushaltsgesetz nicht rechtzeitig und vollständig informiert hatte.  Der Kurs der Aktien fiel nach dem Beginn der COVID-19-Pandemie stark.
Die Niederlande und einige andere EU-Mitglieder sprachen sich erfolgreich gegen die Emission von Eurobonds auf EU-Ebene aus. Während der Corona-Krise wurde Hoekstra von südeuropäischen Ländern, insbesondere von Italien und Spanien, wegen der strengen Bedingungen kritisiert, die die Niederlande der Hilfe auferlegen wollten. Er sagte später, seine Haltung sei nicht einfühlsam genug gewesen. Hoekstra äußerte sich im April 2020 erfreut über das von den EU-Finanzministern vereinbarte COVID-19-Hilfspaket. 2020 folgte er Hugo de Jonge als CDA-Parteiführer nach, bei der Parlamentswahl in den Niederlanden 2021 war er Spitzenkandidat seiner Partei. Im Kabinett Rutte IV wurde er daraufhin Außenminister.
Am 4. Oktober 2021 erschien sein Name auf einer Liste der Pandora Papers, die bekannte Eigentümer von Briefkastenfirmen in Steueroasen verzeichnet.

## EU-Kommissar
Im August 2023 wurde er von der niederländischen Regierung als Nachfolger von Frans Timmermans als EU-Kommissar für Klimaschutz nominiert. Die Nominierung traf in den Niederlanden auf Widerstand. Eine Online-Petition gegen seine Ernennung wurde von mehr als 30.000 Personen unterzeichnet. In der Petition wurde das Europäische Parlament aufgerufen, einen Kandidaten zu nominieren, der Klimaschutz ernst nehme. Am 5. Oktober 2023 stimmte das Parlament jedoch mit 279 gegen 173 Stimmen (bei 33 Enthaltungen) für seine Ernennung als neuer EU-Kommissar. Am 9. Oktober 2023 trat er das Amt in der Kommission von der Leyen I schließlich an. Mit der Bildung der Kommission von der Leyen II am 1. Dezember 2024 wurde ihm zusätzlich zum Klimaschutz die Zuständigkeit für Steuern übertragen.

## Privates
Hoekstra lebt in Bussum, ist verheiratet und hat vier Kinder.